# پنج شب با فردی ۳
پنج شب با فردی ۳ (به انگلیسی: Five Nights at Freddy's 3) یک بازی ویدئویی ترس و بقا است که توسط اسکات کاتن ساخته و منتشر شده است. این بازی، سومین قسمت از مجموعه پنج شب با فردی است و به صورت زمانی سی سال پس از وقایع بازی اول اتفاق می‌افتد، در جذابیتی با مضمون ترسناک بر اساس رستوران‌های زنجیره‌ای که در دو بازی اول حضور داشتند. بازیکن نقش یک نگهبان امنیتی را بر عهده می گیرد که باید از خود در برابر یک انیماترونیک ضعیف به نام اسپرینگ تِرَپ که در رستوران پرسه می‌زند دفاع کند.
کاتن برای اولین بار در ژانویه ۲۰۱۵ تیزر سومین قسمت پنج شب با فردی را در وب سایت خود منتشر کرد. این بازی در ۱۱ اسفند ۱۳۹۳ در استیم، در ۱۵ اسفند ۱۳۹۳ برای دستگاه‌های اندروید و در ۲۱ اسفند ۱۳۹۳ برای دستگاه‌های آی‌اواس منتشر شد. نسخه‌های نینتندو سوئیچ ، پلی‌استیشن ۴ و اکس‌باکس وان در ۸ آذر ۱۳۹۸ منتشر شدند.
این بازی با نقدهای متفاوتی از سوی منتقدان روبرو شد، آنها مکانیک بازی را تحسین کردند، اما بازی به دلیل جامپ‌اسکرهای ضعیف و نداشتن جذابیت بازی‌های قبلی مورد انتقاد قرار گرفت. چهارمین بازی از این سری، پنج شب با فردی ۴، در ۱ مرداد ۱۳۹۴ منتشر شد، در حالی که دنباله زمانی، شبیه‌ساز پیتزافروشی فردی فزبر، در ۱۳ آذر ۱۳۹۶ منتشر شد.

## گیم‌پلی

تصویری از گیم پلی که سیستم دوربین بازیکن را نشان می دهد و اسپرینگ ترپ در فید قابل مشاهده است

گیم پلی بازی کمی نسبت به بازی های قبلی این سری انحراف دارد. مطابق با دو قسمت اول، بازیکنان وظیفه دارند در شیفت‌های شب به عنوان نگهبان زنده بمانند و هر شب از ساعت ۱۲ شب تا ۶ صبح (چند دقیقه زمان در دنیای واقعی) طول می‌کشد. اما برخلاف دو بازی قبلی، تنها یک انیماترونیک قادر به حمله به بازیکن و پایان دادن به بازی است. چندین انیماترونیک از بازی‌های قبلی به‌عنوان «فانتوم» بازمی‌گردند که نمی‌توانند مستقیماً به بازیکن آسیب برسانند، اما می‌توانند مانع تلاش‌های او برای زنده ماندن در شب شوند.
بازی در یک جاذبه با مضمون ترسناک به نام "ترس‌های فزبر" اتفاق می‌افتد که در آن یک انیماترونیک به نام "اسپرینگ ترپ" در آن پرسه می‌زند. بازیکن باید دو سیستم دوربین امنیتی جداگانه، یکی برای اتاق‌ها و راهروها در سرتاسر مرکز، و دیگری برای کانال‌های تهویه را کنترل کند تا حرکات اسپرینگ ترپ را ردیابی کند. آنها می‌توانند دریچه‌های هوا را در نقاط خاصی ببندند تا جلوی حرکت  اسپرینگ ترپ به سمت دفتر را بگیرند، اما در یا دریچه هوا که مستقیماً به دفتر منتهی می شود برای همیشه باز می‌ماند. علاوه بر مشاهده سیستم های دوربین، بازیکن باید وضعیت سه سیستم عامل را تماشا کند و هر زمان که آنها خراب شدند آنها را راه اندازی مجدد کند. این سیستم‌ها و دوربین‌ها، مجموعه‌ای از دستگاه‌های صوتی را که می‌توان برای فریب دادن اسپرینگ ترپ از موقعیت بازیکن و تهویه تأسیسات استفاده کرد، کنترل می‌کنند. دوربین و سیستم‌های صوتی پس از استفاده طولانی مدت یا مکرر دچار اختلال می شوند. سیستم تهویه به طور تصادفی یا زمانی که یک انیماترونیک "فانتوم" بازیکن را می‌ترساند از کار می‌افتد. برخی از این انیماترونیک‌ها همچنین می‌توانند باعث خرابی صدا و دوربین شوند. به عنوان مثال "فانتوم منگل" می تواند بر صدا و همچنین تهویه تاثیر بگذارد. عدم اجرای دومی می‌تواند باعث شود که بازیکن به طور لحظه‌ای بینایی خود را از دست بدهد و همچنین توهم داشته باشد و چندین انیماترونیک را در ساختمان ببیند. اگر اسپرینگ ترپ وارد دفتر شود، بازیکن را جامپ‌اسکر می‌کند و بازی تمام می شود.
این بازی شامل پنج شب است که سختی آن افزایش می‌یابد و با تکمیل هر پنج شب، یک شب چالش‌برانگیزتر به نام «کابوس» باز می‌شود. گذراندن بازی معمولاً در شب پنجم یک ستاره می‌دهد. چندین مینی‌گیم به سبک آتاری نیز در بازی اصلی قابل بازی هستند. تکمیل همه آنها قفل "پایان خوب" بازی را باز می‌‍کند و امکان دسترسی به محتوای جایزه و همچنین ستاره دوم را فراهم می کند. اگر بازیکن شب "کابوس" را کامل کند، منوی تقلب و ستاره سوم را باز می‌کند. منوی تقلب طیف وسیعی از گزینه‌ها را ارائه می دهد، از جمله حالتی برای تهاجمی‌تر کردن انیماترونیک و افزایش سختی بازی. تقلب‌های دیگر شامل رادار برای ردیابی اسپرینگ ترپ و توانایی کاهش طول شب است. تکمیل شب "کابوس" تنها با فعال کردن تقلب تهاجمی، ستاره چهارم را اعطا می‌کند.

## داستان
بازیکن نقش یک کارمند تازه استخدام شده در ترس‌های فزبر را برعهده می‌گیرد، جاذبه‌ای با مضمون ترسناک که از پیتزافروشی فردی فزبر، رستوران خانوادگی که سی سال قبل تعطیل شد، الهام گرفته شده است. در طول هفته قبل از افتتاح رسمی جاذبه، کارمند باید هر شب از ساعت ۱۲ شب تا ۶ صبح، با استفاده از شبکه‌ای از دوربین‌های نظارتی که در اتاق‌ها و دریچه‌های تهویه قرار می‌گیرد، از یک دفتر امنیتی نظارت کند. آنها باید وضعیت سه سیستم عامل دوربین، صدا و تهویه را کنترل کنند و هر زمان که شروع به خرابی کردند، آنها را مجددا راه اندازی کنند. مشکلات دوربین باعث می‌شود که تغذیه دوربین در اثر استاتیک تاریک شود و در صورت عدم تهویه، دید کارمند شروع به خاموش شدن می‌کند. کارمند همچنین ممکن است انیماترونیک‌های «فانتوم» توهم‌آمیز را ببیند که شبیه انیماترونیک‌های فرنچایز رستوران هستند که می‌توانند باعث اختلال در عملکرد سیستم شوند، اما نمی‌توانند مستقیماً به بازیکن آسیب برساند.
در شب دوم، کارکنان ترس‌های فزبر، یک انیماترونیک قدیمی‌تر، خراب و خرگوش‌ مانند به نام اسپرینگ ترپ را کشف می‌کنند. کارمند باید پس از آن از ورود آن به دفتر و کشتن او جلوگیری کند. کارکنان همچنین یک سری نوار کاست آموزشی را پیدا کردند که توسط مرد پشت تلفن از بازی اول ضبط شده بود. نوار شب دوم به کارکنان آموزش می‌دهد که چگونه از لباس‌های فنری استفاده کنند که می‌تواند هم به عنوان یک انیماترونیک و هم به عنوان لباس برای انسان عمل کند. نوار شب سوم درباره یک "اتاق امن" بحث می‌کند، یک اتاق اضطراری اضافی که "در طرح های نقشه دیجیتال برنامه ریزی شده در انیماترونیک یا سیستم امنیتی گنجانده نشده است. این اتاق برای مشتریان پنهان و برای انیماترونیک‌ها نامرعی است و برای دوربین‌ها، همیشه غیرفعال است.
با این حال، ضبط در شب‌های بعد از استفاده از لباس جلوگیری می‌کند. ضبط شب چهارم بیان می‌کند که لباس‌ها دیگر برای کارمندان، مناسب در نظر گرفته نمی‌شوند. برای جایگزینی لباس‌های معیوب، ضبط بیان می‌کند که لباس‌های موقت ارائه می‌شود، اگرچه باید از سؤال در مورد مناسب بودن آنها اجتناب شود. ضبطی که در شب پنجم پخش می‌شود به کارمندان یادآوری می‌کند که اتاق امن فقط برای کارمندان است و مشتریان هرگز نباید به آنجا برده شوند. همچنین، پس از کشف اینکه یکی از لباس‌های ویژه "به طرز محسوسی جابجا شده است"، به کارکنان یادآوری می کند که پوشیدن لباس‌‎ها ناامن تلقی می‌شوند.

اسکرین‌شات از یک مینی‌گیم قابل پخش خارج از "شب" اصلی

مینی‌گیم‌های سبک آتاری که بین شب‌ها قابل بازی هستند، بینشی از اتفاقات رستوران ارائه می‌کنند. مینی‌گیم‌های چهار شب اول، انیماترونیک‌های دو بازی قبلی را به دنبال یک انیماترونیک بنفش تیره به تصویر می‌کشند، قبل از اینکه به‌شدت توسط یک شخص بنفش، قاتل زنجیره‌ای که قبلا در مینی‌گیم‌های پنج شب با فردی ۲ دیده شده بود، جدا شوند. در مینی‌گیم شب پنجم ارواح قربانیان این شخص، او را در اتاق امن گیر می‌اندازند؛ و او با پنهان شدن در داخل لباس خرگوش زرد به دنبال محافظت می‌گردد. با این حال، مکانیزم قفل فنری لباس از کار می‌افتد، مرد را در این فرآیند له می‌کند، و روح‌ها محو می‌شوند، و ظاهراً آن قاتل به این شکل می‌میرد. به طور ضمنی گفته می‌شود که لباس اکنون توسط روح آن شخص تسخیر شده است که به اسپرینگ ترپ تبدیل شده.
برخلاف بازی‌های قبلی، پنج شب با فردی ۳ دارای دو پایان است، بسته به اینکه بازیکن تمام مینی‌گیم‌های مخفی را در بازی اصلی پیدا کرده باشد یا خیر. برخی از آنها فقط در شب های خاص در دسترس هستند، در حالی که برخی دیگر در هر شب قابل دسترسی هستند. «پایان بد» با تکمیل بازی بدون تکمیل تمام مینی‌گیم‌های پنهان به دست می‌آید و صفحه‌ای را نشان می‌دهد که سر چهار نفر از پنج انیماترونیک بازی اول را با چشم‌های روشن به همراه یک سر که در تاریکی پوشیده شده است را نشان می‌دهد. فقط چشم‌های درخشانش قابل مشاهده هستند که گمان می‌رود سر فردی طلایی باشد. تکمیل تمام مینی‌گیم‌های پنهان قبل از اتمام بازی، «پایان خوب» را به‌دست می‌آورد، که همان صفحه‌ای است که قبلاً توضیح داده شد، اما چشمان انیماترونیک روشن نیست و یک سر مبهم گم شده است. حدس زده می شود که این صفحه نمایش نشان می‌دهد که اروح کودکان کشته شده توسط آن مرد بنفش، آرام گرفته اند.
در ششمین شب «کابوس»، یک ضبط آرشیو شده بیان می‌کند که تمام اتاق‌های امن مکان‌های پیتزافروشی فردی فزبر برای همیشه پلمپ می‌شوند و به کارمندان دستور می‌دهند که «به خانواده، دوستان یا نمایندگان بیمه نام برده نشوند». وقتی شب تمام شد، بریده‌ای از روزنامه نشان می‌دهد که ترس‌های فزبر اندکی پس از وقایع بازی در آتش سوزی از بین رفته است و هر اقلام قابل نجاتی از این جاذبه قرار است به حراج گذاشته شود. با این حال، با روشن کردن تصویر، اسپرینگ ترپ را در پس‌زمینه نشان می‌دهد که حاکی از بقای آن است.

## توسعه
در ژانویه ۲۰۱۵، یک تصویر جدید در وب سایت اسکات کاتن آپلود شد، که سومین ورودی در این سری را نشان می‌داد. مدت کوتاهی بعد، تصویر دوم منتشر شد که ظاهراً انیماترونیک های بازطراحی شده از بازی دوم را به تصویر می کشید. قبل از انتشار یک تریلر در ۶ بهمن ۱۳۹۳، تیزرهای مختلفی منتشر شد. بازی در همان روز در استیم ارسال شد و بعدا پذیرفته شد.
نسخه دموی این بازی برای یوتیوبرهای منتخب در ۱۰ اسفند ۱۳۹۳ منتشر شد و بازی کامل ساعاتی بعد در ۱۱ اسفند ۱۳۹۴ منتشر شد. در ۱۵ اسفند ۱۳۹۴، یک نسخه موبایل برای دستگاه‌های اندروید و برای آی‌اواس در ۲۱ اسفند ۱۳۹۴ منتشر شد. نسخه‌های نینتندو سوئیچ، پلی‌استیشن ۴ و اکس‌باکس وان در ۸ آذر ۱۳۹۸ منتشر شدند.

## پذیرایی
| گردآورنده | امتیاز     |
| --------- | ---------- |
| متاکریتیک | PC: 68/100 |

| ناشر                     | امتیاز     |
| ------------------------ | ---------- |
| دستراکتید                | PC: 6.5/10 |
| گیم‌زبو                   | MOB:       |
| مری‌استیشن                | PC: 7/10   |
| نینتندو لایف             | NS:        |
| پی‌سی گیمر (ایالات متحده) | PC: 77/100 |
| TouchArcade              | MOB:       |

پنج شب با فردی ۳ با توجه به جمع‌آوری بررسی متاکریتیک، نقدهای "مختلط یا متوسط" دریافت کرد و به نسخه ویندوز امتیاز ۶۸ از ۱۰۰ را اختصاص داد.
عمری پتیت از پی‌سی گیمر امتیاز ۷۷ از ۱۰۰ را به پنج شب با فردی ۳ داد و سیستم دوربین و اسپرینگ ترپ را ستایش کرد، اما در مورد اینکه چگونه جامپ‌اسکرهای دیگر انیماترونیک‌ها "در شب سوم کمی کهنه به نظر می‌رسیدند" انتقاد کرد. در یک بررسی انتقادی‌تر، نیک روون از دستراکتید به بازی امتیاز ۶.۵ از ۱۰ را داد و اظهار داشت که اگرچه بازی را "از لحاظ فنی ماهرترین و از نظر مکانیکی راضی کننده‌ترین قسمت تا به حال" می‌داند، اما از اسپرینگ ترپ و فزبر فرایتس به دلیل کمبود جذابیت بازیگران اصلی و مکان‌های آن انتقاد کرد.